# Verdrag van Brugge (1167)
Het Verdrag van Brugge werd gesloten op 7 maart 1167 tussen Filips van de Elzas, graaf van Vlaanderen, en graaf Floris III van Holland.
De heerschappij over Zeeland leidde tot verschillende schermutselingen tussen Floris en Filips. Floris begon tol te heffen bij Geervliet wat de Vlaamse handel op het Rijnland belemmerde. Daarnaast liet hij Vlaamse schepen kapen en maakte met de heer van Beveren aanspraak op het Waasland. Filips van de Elzas greep in 1158 in en Floris moest zich onderwerpen aan Filips. In 1166 stelde Floris III de tol bij Geervliet weer in, waarop Filips wederom ingreep en Floris gevangennam. Deze moest hierdoor in 1167 het Verdrag van Brugge accepteren, waardoor de Vlaamse kooplui in Holland rechten kregen over Zeeland. Dit verdrag bepaalde de situatie in Zeeland voor meer dan een eeuw.
Een van de bepalingen uit het verdrag hield in dat bij geschillen de Hollanders de Vlamingen naar zijn woonplaats moesten volgen en daar de zaak aanbrengen bij de plaatselijke rechters.
Het verdrag werd in 1256 opnieuw bekrachtigd na uitspraak van de Dit de Péronne, een arbitrage onder koning Lodewijk IX van Frankrijk.